# Chronologie du tramway d'Île-de-France
Pour un article plus général, voir Tramway d'Île-de-France.

## Années 1990
| Date             | Ligne | Évènement                                                                 |
| ---------------- | ----- | ------------------------------------------------------------------------- |
| 6 juillet 1992   | (1)   | Mise en service de Bobigny - Pablo Picasso à La Courneuve - 8 Mai 1945    |
| 21 décembre 1992 | (1)   | Prolongement à l'ouest de La Courneuve - 8 mai 1945 à Gare de Saint-Denis |
| 2 juillet 1997   | (2)   | Mise en service entre La Défense et Issy-Val de Seine                     |

## Années 2000
| Date             | Ligne | Évènement                                                              |
| ---------------- | ----- | ---------------------------------------------------------------------- |
| 15 décembre 2003 | (1)   | Prolongement à l'est de Bobigny - Pablo Picasso à Gare de Noisy-le-Sec |
| 20 novembre 2006 | (4)   | Mise en service d'Aulnay-sous-Bois à Bondy                             |
| 16 décembre 2006 | (3)   | Mise en service entre Pont du Garigliano et Porte d'Ivry               |
| 21 novembre 2009 | (2)   | Prolongement au sud d’Issy-Val de Seine à Porte de Versailles          |

## Années 2010
| Date             | Ligne | Évènement                                                                                        |
| ---------------- | ----- | ------------------------------------------------------------------------------------------------ |
| 15 novembre 2012 | (1)   | Prolongement à l'ouest de Gare de Saint-Denis à Les Courtilles                                   |
| 19 novembre 2012 | (2)   | Prolongement au nord de La Défense à Pont de Bezons                                              |
| 15 décembre 2012 | /     | Mise en service entre Porte d'Ivry et Porte de Vincennes ; la ligne T3 est renommée ligne T3a    |
| 15 décembre 2012 | (3b)  | Mise en service entre Porte de Vincennes et Porte de la Chapelle                                 |
| 29 juillet 2013  | (5)   | Mise en service entre Marché de Saint-Denis (tramway d'Île-de-France) et Garges - Sarcelles      |
| 16 novembre 2013 | (7)   | Mise en service entre Villejuif - Louis Aragon et Porte de l'Essonne                             |
| 13 décembre 2014 | (6)   | Mise en service entre Châtillon - Montrouge et Robert Wagner                                     |
| 16 décembre 2014 | (8)   | Mise en service entre Saint-Denis - Porte de Paris et Villetaneuse-Université et Épinay-Orgemont |
| 28 mai 2016      | (6)   | Prolongement de Robert Wagner à Viroflay-Rive-Droite                                             |
| 1er juillet 2017 | (11)  | Mise en service entre Épinay-sur-Seine et Le Bourget                                             |
| 24 novembre 2018 | (3b)  | Prolongement de Porte de la Chapelle à Porte d'Asnières - Marguerite Long                        |
| 12 octobre 2019  | (1)   | Prolongement à l'ouest de Les Courtilles à Asnières-Quatre Routes                                |
| 14 décembre 2019 | (4)   | Inauguration de la branche de Gargan à Arboretum                                                 |

## Années 2020
| Date             | Ligne | Évènement                                                                          |
| ---------------- | ----- | ---------------------------------------------------------------------------------- |
| 31 août 2020     | (4)   | Prolongement de Arboretum à Hôpital de Montfermeil                                 |
| 10 avril 2021    | (9)   | Mise en service entre Porte de Choisy et Orly - Gaston Viens                       |
| 6 juillet 2022   | (13)  | Mise en service entre Saint-Germain-en-Laye et Saint-Cyr                           |
| 24 juin 2023     | (10)  | Mise en service entre Antony - La Croix de Berny et Clamart - Jardin Parisien      |
| 10 décembre 2023 | (12)  | Mise en service entre Massy - Palaiseau et Évry-Courcouronnes (débranché du RER C) |
| 5 avril 2024     | (3b)  | Prolongement de Porte d'Asnières - Marguerite Long à Porte Dauphine                |
| 22 mars 2025     | (14)  | Mise en service entre Esbly et Crécy-la-Chapelle (débranché du Transilien P)       |